# Serie Jack Stapleton y Laurie Montgomery
La serie de Jack Stapleton y Laurie Montgomery es una serie actual de thrillers médicos, en la lista de superventas del New York Times, del escritor estadounidense Robin Cook que sigue al patólogo Jack Stapleton y a su compañera de trabajo (y más tarde esposa) Laurie Montgomery mientras intentan resolver los diversos misterios que se cruzan en su camino.

## Sinopsis
La serie sigue a Jack Stapleton, médico forense y patólogo que dedica la mayor parte de su tiempo libre a diversos casos médicos para evitar pensar en la muerte de su esposa e hijos. Forma equipo con su compañera de trabajo y también patóloga, Laurie Montgomery, para resolver diversos crímenes. Finalmente, ambos se enamoran y se casan. Laurie mantuvo una relación con Lou Soldano, un policía y amigo en común de Jack y Laurie.

## Recepción
La crítica de la serie en su conjunto ha sido de mixta a positiva, las novelas posteriores recibieron críticas mixtas. Las ventas de la serie han sido buenas, con varias de las novelas en la lista de los best-sellers del New York Times.

## Serie de televisión
En 1999, Cook anunció que estaba en conversaciones con Jerry Bruckheimer para crear una serie de televisión centrada en las novelas. Desde entonces no se ha dado más información sobre una posible adaptación de la serie.